# Zerpenschleuse
Zerpenschleuse, ab 1605 im Zusammenhang mit dem Ausbau des Finowkanals entstanden, ist ein Ortsteil der Gemeinde Wandlitz im Landkreis Barnim des Bundeslandes Brandenburg. Bis zum Jahr 2003 war Zerpenschleuse eine selbstständige Gemeinde innerhalb des Amtes Groß Schönebeck. Mit den Kommunalwahlen im Jahr 2003 wechselte der Ort in die Großgemeinde Wandlitz. In Zerpenschleuse leben auf 17,41 km² 886 Einwohner, was einer Bevölkerungsdichte von 50,9 Einwohnern je km² entspricht.

## Geografie

### Geografische Lage
Das Gebiet der ehemaligen Gemeinde Zerpenschleuse umfasst eine Fläche von 1742 Hektar. Der heutige Ortsteil von Wandlitz liegt im Eberswalder Urstromtal, am nördlichen Rand der Barnim-Hochfläche, einem Teil des sogenannten Niederbarnim, 38 Kilometer nördlich des Stadtzentrums von Berlin.
Die Höhe des Ortsgebietes über Normalhöhennull (NHN) steigt nach Norden nur leicht an. Der höchste Punkt mit 58,7 Meter über NHN ist eine Erhebung im nördlichen Waldgebiet an der Nordgrenze der Gemeinde zum Schorfheider Ortsteil Groß Schönebeck. Mit 37,0 Meter über NHN ist die Wasserfläche des Oder-Havel-Kanals an der Ostgrenze am Klanfließ der niedrigste Punkt des Ortes. Die Höhe der Ortsmitte an der Brücke der B 109 über den Langen Trödel beträgt 40 Meter über NHN.

### Nachbarorte
Zerpenschleuse wird im Osten und Südosten durch die Gemeinde Marienwerder mit dem Ortsteil Ruhlsdorf begrenzt sowie im Westen und Südwesten durch die Stadt Liebenwalde mit den Orten und heutigen Stadtteilen Hammer und Kreuzbruch. Im Norden grenzt die Gemeinde Schorfheide an Zerpenschleuse, hier mit den Ortsteilen Groß Schönebeck, Klandorf und Böhmerheide.
Zerpenschleuse bildete ursprünglich eine Exklave der Gemeinde Wandlitz, es bestand keine direkte Verbindung zu anderen Wandlitzer Ortsteilen. Durch Gebietstausche mit Liebenwalde, bei der einige kleinere weitere Exklaven aufgelöst wurden, konnte ein schmaler Korrider entlang der Bundesstraße 109 geschaffen werden, der Zerpenschleuse mit dem übrigen Gemeindegebiet verbindet.

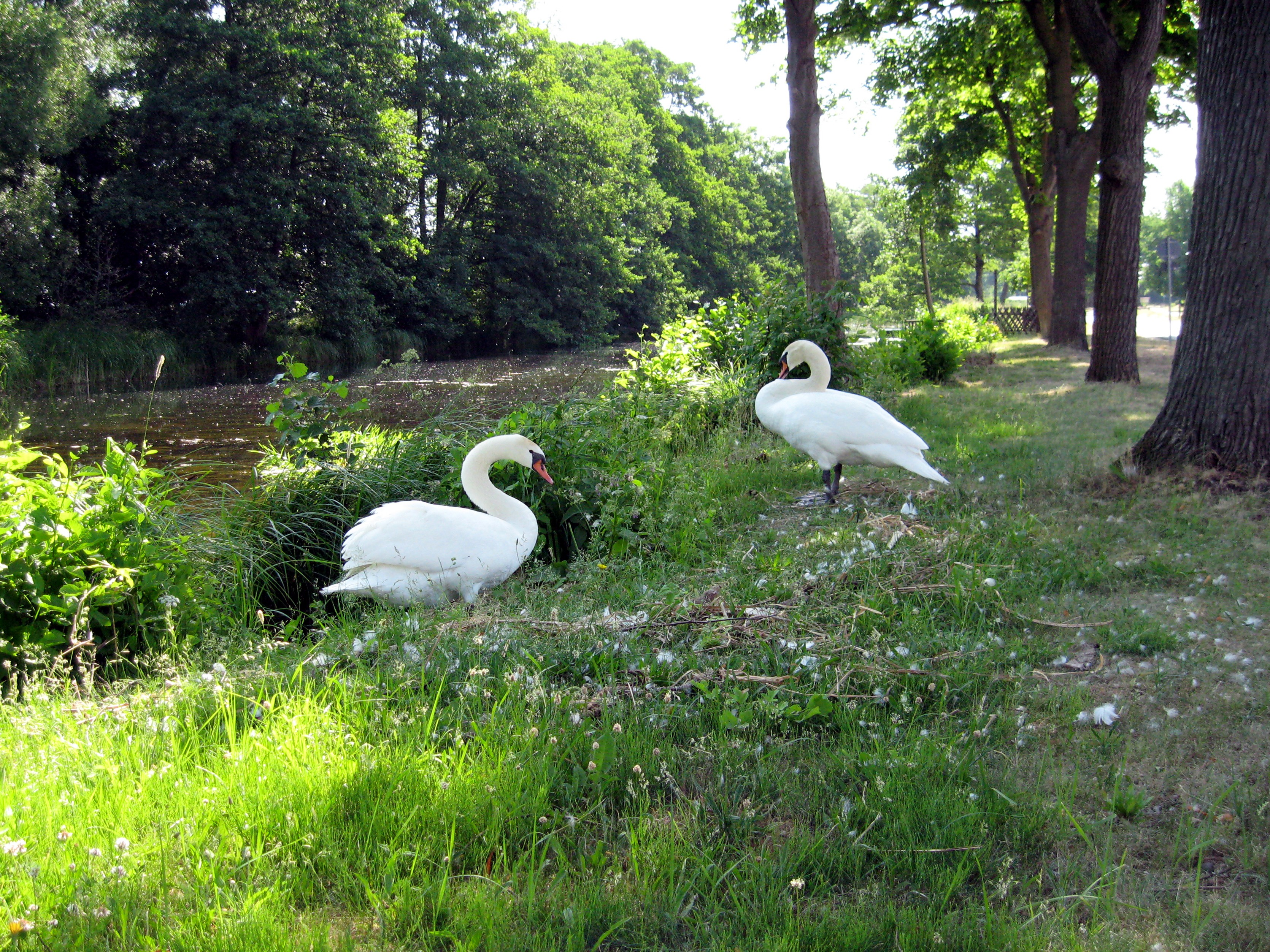
Am Langen Trödel (Finowkanal)

### Naturraum
Zerpenschleuse befindet sich am Nordrand des Naturparks Barnim und der Südgrenze des Biosphärenreservats Schorfheide-Chorin. Die unmittelbaren Siedlungsflächen des Ortes sind aus den Schutzgebieten ausgespart. Sie konzentrieren sich entlang der Bundesstraße 109 und dem Finowkanal, dem Langen Trödel. Im Norden und Süden des Ortsgebietes befinden sich größere Waldflächen. Die zentralen Bereiche entlang des Oder-Havel-Kanals und des Finowkanals in Ost-West-Richtung sind meist Freiflächen. An Wasserflächen besitzt der Ort Zerpenschleuse außer den beiden Kanälen nur einige kleine Gräben und Fließe, wie das Klanfließ an der Ostgrenze und den Flößergraben. Seen gibt es auf dem Ortsgebiet nicht.

## Geschichte

### Erste Ansiedlungen durch den Bau des Finowkanals im 17. Jahrhundert

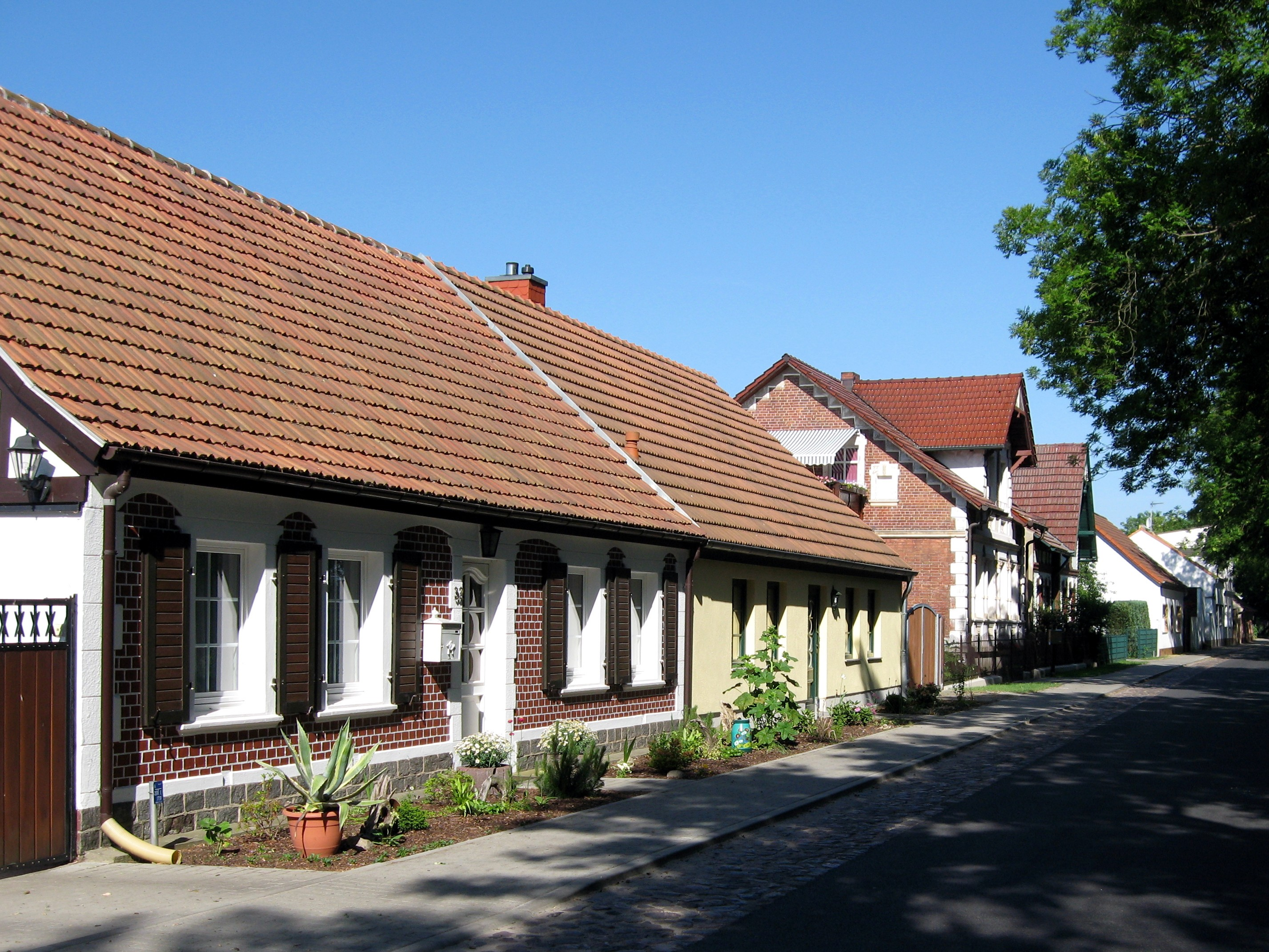
Ehemalige Schifferhäuser

Die Geschichte des Ortes Zerpenschleuse nahm ihren Anfang mit dem Finowkanal, dessen Bau Kurfürst Joachim Friedrich 1603 verordnet hatte und der in den Jahren 1605 bis 1620 ausgeführt wurde. Er sollte auf 39,4 Kilometer Länge die Alte Havel bei Liebenwalde mit den Mölln-Seen westlich des heutigen Finowfurt verbinden. Beim Bau des Kanals wurde auch die Hammerdammer Schleuse errichtet. Diese war bereits Ende des 17. Jahrhunderts nicht mehr vorhanden, jedoch entstand 1660 in der Nähe dieser Schleuse eine Pottaschebrennerei und 1683/84 auf einer Wüstung des Dreißigjährigen Krieges eine Glashütte, um die sich entlang des Finowkanals eine kleine Ansiedlung bildete. Die alte Kanalschleuse wurde nun Zerpellschleuse oder Zerpenschleuse genannt, möglicherweise nach dem Umstand, dass die Schiffer hier Scherben für die Glashütte entluden. Andere Vermutungen der Namensherkunft gehen von einem Eigennamen aus, wonach der Erbauer der Schleuse oder ein Schleusenmeister Zerpe oder Zerpen geheißen habe. Ein Hinweis darauf wäre, dass der Name Zerpenschleuse erstmals schon 1650 in dieser Schreibweise auftauchte.

### Zuwachs durch Handwerk und Handel
Im Jahr 1727 entstand auf dem Gelände der Glashütte ein Vorwerk des Amtes Liebenwalde mit einem Schenkkrug und einer Schneidemühle. Der Finowkanal wurde ab 1743, da er während des Dreißigjährigen Krieges und danach verfallen war, neu ausgebaut und 1746 wieder in Betrieb genommen. 1747 zählte die Siedlung um die Glashütte 28 erwachsene Einwohner. Sie wird heute als Alt-Zerpenschleuse bezeichnet. Das Vorwerk wurde 1765 durch den König Friedrich II. dem Amtmann Kienitz in Erbpacht gegeben, mit der Auflage, Spinnerfamilien als Kolonisten anzusiedeln. Im gleichen Jahr hatte schon der Kriegsrat und damalige Domänenpächter Berg die nach ihm benannte Kolonie Berg mit 29 Ansiedlern nördlich der Glashütte gegründet. Ab 1774 entstand dann mit der Ansiedlung von 22 Kolonistenfamilien aus verschiedenen Gegenden Deutschlands an der Straße Richtung Berlin der dritte Ortsteil von Zerpenschleuse, die Kolonie Kienitz. Das Gut wurde 1784 von den Kienitzschen Erben verkauft und kam nach mehrmaligem Besitzerwechsel in den Besitz des Kreises, der die Ländereien parzellierte. 1801 hatte das Erbpachtgut 91 Häuser mit 668 Einwohnern, deren Zahl bis 1805 auf 852 Einwohner anstieg. Auf Alt-Zerpenschleuse entfielen davon 276 Einwohner, darunter 50 Schiffer, die im Jahr 1805 eine Gilde gründeten.  1822 erhielt der Ort wegen der gestiegenen Einwohnerzahl ein Schulhaus mit einem Klassenzimmer und einer Lehrerwohnung.
Der Zerstörung der Kirche und des Pfarrhauses 1832 durch einen Brand folgten 1834 der Neubau eines Schul- und Küsterhauses und 1845 bis 1849 der Bau eines neuen Gotteshauses.
Seit 1845 besaß Zerpenschleuse eine Försterei und eine Schützengilde. Die beiden Kolonien Berg und Kienitz blieben neben Alt-Zerpenschleuse selbstständige Landgemeinden, wurden aber schon gemeinsam als Neu-Zerpenschleuse bezeichnet. 1856 hatte die gesamte Siedlung 1724 Einwohner, die in 150 Häusern lebten. Allein die Kolonie Kienitz bestand 1860 aus 53 Wohn-, 62 Wirtschafts- und 4 öffentlichen Gebäuden, unter den Wirtschaftsgebäuden eine Windmühle und ein Krug. Den drei Siedlungsteilen und dem Gut angeschlossen waren 56 Hektar Ackerland, 18 Hektar Wiesen und 1 Hektar Wald. Neben der Schützengilde gründeten sich im 19. Jahrhundert weitere Vereine wie 1874 der Männergesangverein Concordia und 1888 ein Männerturnverein. Die Bildung der Freiwilligen Feuerwehr erfolgte 1905. Im Jahr 1874 wurden Alt-Zerpenschleuse, Neu-Zerpenschleuse und das Gut erstmals verwaltungsmäßig als Amtsbezirk Zerpenschleuse zusammengefasst. Erst 1919 wurde Alt-Zerpenschleuse (Glashütte) mit den beiden Kolonien Berg und Kienitz zur Gemeinde Zerpenschleuse vereinigt.

### Zerpenschleuse im 20. Jahrhundert

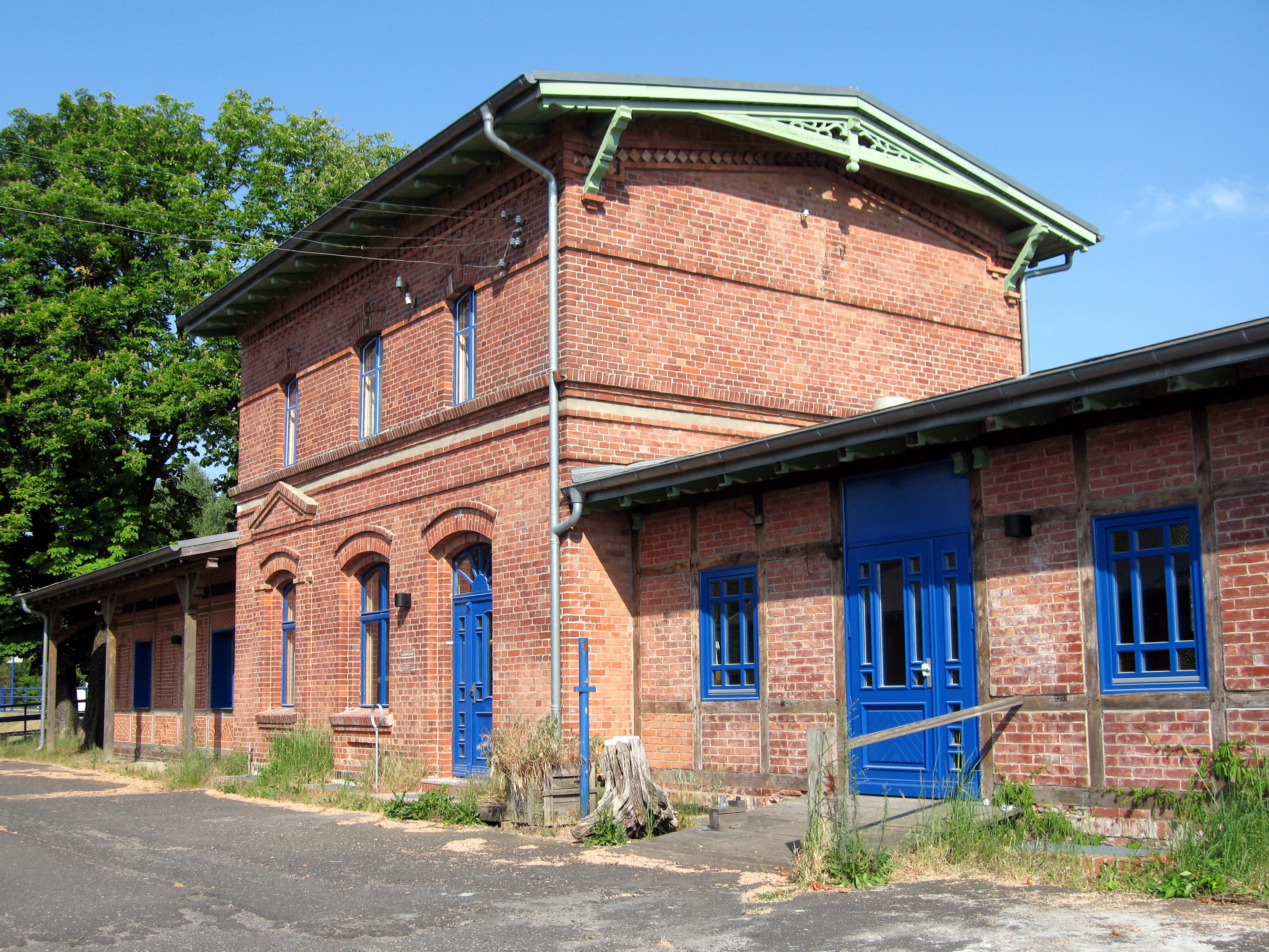
Altes Bahnhofsgebäude

Anfang des 20. Jahrhunderts kam es zum Bau zweier Infrastruktur-Projekte, die sich sehr unterschiedlich auf die Entwicklung des Ortes auswirkten. Zunächst bekam Zerpenschleuse durch die Trassierung einer Bahnlinie nach Groß Schönebeck östlich der Siedlung einen Eisenbahnanschluss an die Reichshauptstadt Berlin, auch wenn der Bahnhof der Niederbarnimer Eisenbahn, später Heidekrautbahn genannt, in 1,3 Kilometer Entfernung vom Ortszentrum auf Ruhlsdorfer Gemeindegebiet errichtet wurde.

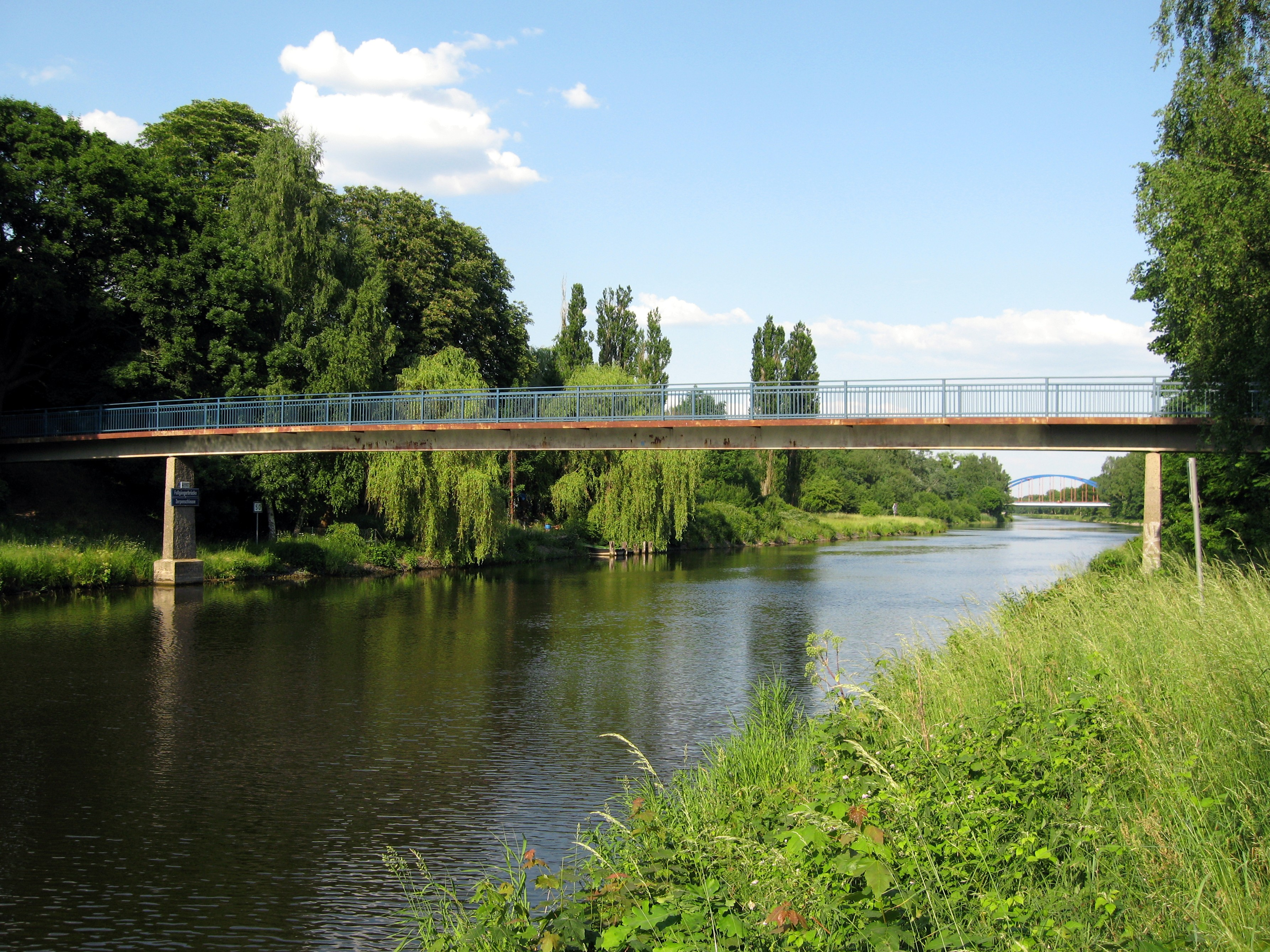
Fußgängerbrücke zum Bahnhof über den Oder-Havel-Kanal

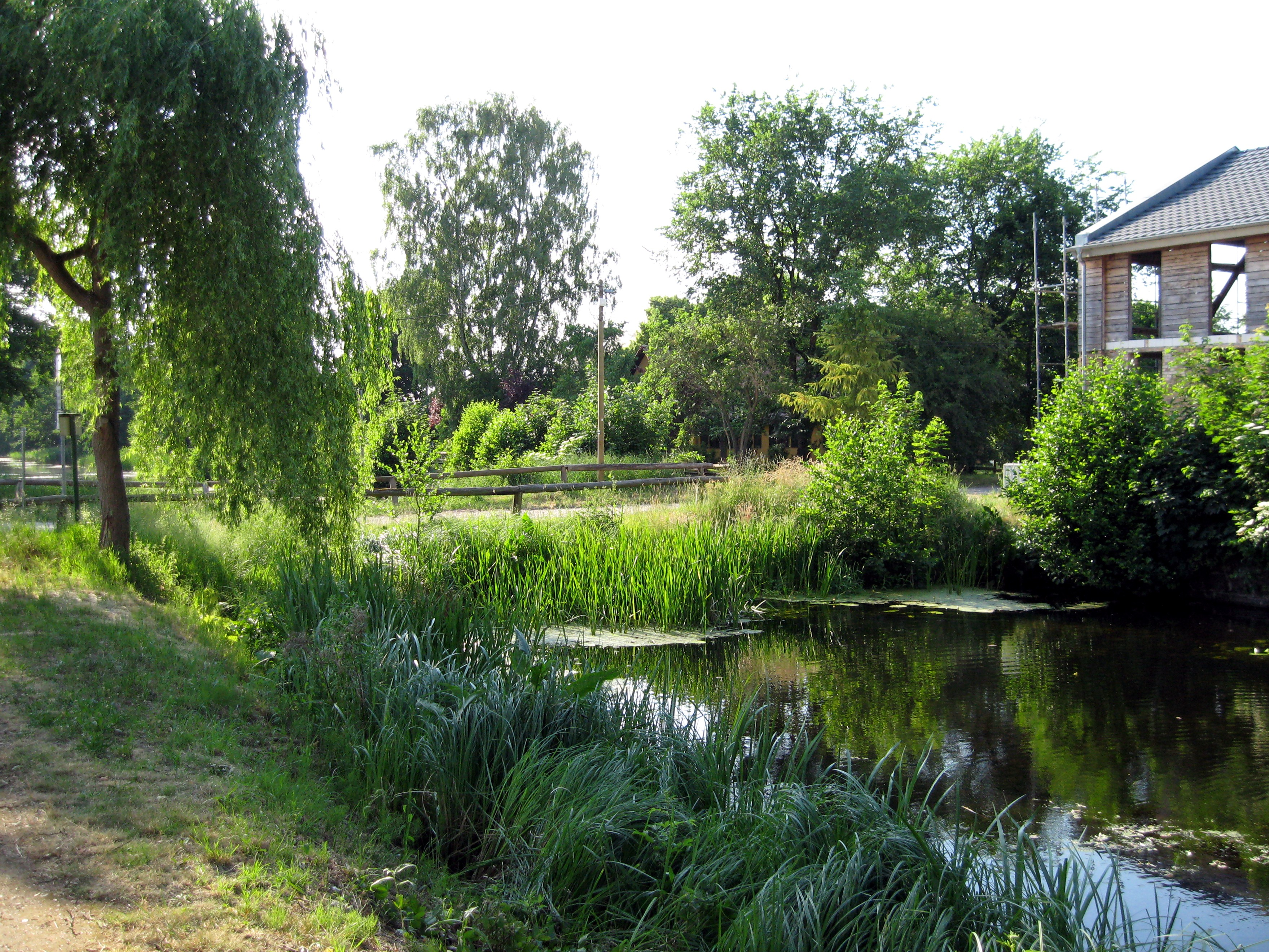
Ehemaliger Damm der Forststraße über den Langen Trödel

Diesem positiven Effekt stand der von 1907 bis zur Eröffnung 1914 erfolgte Bau des Hohenzollernkanals – des heutigen Oder-Havel-Kanals – entgegen. Dadurch verlor der Finowkanal seine Hauptfunktion als Wasser-Transportweg, die Bedeutung Zerpenschleuses für die Binnenschifffahrt sank rapide. In den Jahren 1924/25 wurden die beiden Schleusenkammern unmittelbar vor der Schnittstelle der beiden Kanäle südöstlich des Ortes zugeschüttet und der Finowkanal damit unterbrochen. Das so entstandene stehende Gewässer des alten Kanals wird seither von Zerpenschleuse bis Liebenwalde als Langer Trödel bezeichnet. 1935 wurde die Zugbrücke an der ehemaligen Uckermärkischen Heerstraße, heute Schorfheidestraße (B 109), abgerissen und durch einen Damm ersetzt. 1944/45 erfolgte der Abriss der Zugbrücke über den Kanal an der Glashütte.
Im Mai 1905 gründete sich die Freiwillige Feuerwehr Zerpenschleuse. Für das 120-Jahre-Jubiläum bereiten verschiedene Vereine und Feuerwehren aus anderen Ortsteilen einen großen Umzug vor.
Der Ort Zerpenschleuse wurde Ende des Zweiten Weltkriegs am 24. April 1945 von sowjetischen Truppen besetzt. Die im Krieg zerstörte Eisenbahnbrücke über den Oder-Havel-Kanal wurde 1948 als Bogenbrücke aus Stahlbeton wieder aufgebaut. Das Ministerium für Finanzen der DDR erwarb 1952 das frühere Landschulheim Zerpenschleuse und ließ es zu einem Kinderwochenheim Seid bereit ausbauen. Bereits nach fünf Jahren schloss das Heim und das Gebäude wurde der LPG zur Nutzung übergeben. Von 1956 bis 1959 bildeten sich sowohl im Handwerk als auch in der Landwirtschaft Produktionsgenossenschaften heraus, wie die PGH Kraftfahrzeuginstandsetzung, die LPG Freier Bauer (Typ III) und die LPG Morgensonne (Typ I). In der ehemaligen Gaststätte Zur feuchten Ecke entstand 1959 ein Lebensmittelkonsum. Im gleichen Jahr eröffnete die erste Kinderkrippe des Ortes. 1969 bzw. 1971 vereinigten sich die beiden LPGen mit der LPG Stolzenhagen.
Nach dem Beitritt der DDR zur Bundesrepublik Deutschland wurde in Zerpenschleuse am 3. Juli 1991 die Ortsschule geschlossen. Die schulpflichtigen Kinder gehen seitdem in Klosterfelde, Marienwerder und Liebenwalde zur Schule. Ab 1992 begann die Restaurierung der Dorfkirche. Bei der Modernisierung der Heidekrautbahnstrecke wurde 1999 die Brücke über den Oder-Havel-Kanal gesprengt und durch eine neue Stahlbogenbrücke ersetzt. 2002 wurde mit dem Ausbau der Nebenstraßen in der Liebenwalder Straße begonnen. Ein Jahr danach wurde am 19. September 2003 der Grundstein für eine Mehrzweckhalle am Sportplatz gelegt. Dies war mit die letzte Amtshandlung der selbstständigen Gemeinde Zerpenschleuse. Die bis dahin zum Amtsbereich von Groß Schönebeck gehörende Gemeinde trat mit den Kommunalwahlen am 26. Oktober 2003 als Ortsteil der Großgemeinde Wandlitz bei. Im Gegensatz zu den anderen Ortsteilen von Wandlitz ist die Einwohnerentwicklung in Zerpenschleuse seitdem auf heute etwa 900 Bewohner leicht rückläufig.

## Bevölkerung
Die Einwohner dieses Wandlitzer Ortsteils werden Schlüser genannt.
| Jahr | Einwohner |
| ---- | --------- |
| 1747 | 28        |
| 1801 | 668       |
| 1805 | 852       |
| 1856 | 1 724     |
| 1875 | 1 753     |
| 1910 | 1 769     |
| 1939 | 1 899     |
| 1946 | 1 885     |
| 1964 | 1 623     |
| 1989 | 1 205     |

| Jahr | Einwohner |
| ---- | --------- |
| 1990 | 1 178     |
| 1995 | 1 124     |
| 2000 | 1 033     |
| 2001 | 1 027     |
| 2002 | 1 013     |
| 2003 | 1 018     |
| 2004 | 998       |
| 2005 | 981       |
| 2006 | 964       |
| 2007 | 953       |

| Jahr | Einwohner |
| ---- | --------- |
| 2008 | 944       |
| 2009 | 950       |
| 2010 | 944       |
| 2011 | 910       |
| 2012 | 884       |
| 2013 | 883       |

Quelle 1875–2002:, 2009–2013:

## Politik
Vor der großen Gemeindereform hießen die für die Geschicke des Ortsteils zuständigen gewählten Personen Ortsteilbürgermeister. Zwischen 2006 und 2008 hatte Mike Bensemann (CDU) diese Funktion inne.
Der Ortsbeirat hat beratende Funktion für die Gemeindevertretung von Wandlitz bezüglich der Entscheidungen des Gremiums, die den Ortsteil Zerpenschleuse betreffen. Der Ortsbeirat Zerpenschleuse besteht in der Regel aus drei Bürgern, darunter die Ortsvorsteherin.
Liste der Ortsvorsteher:
- Margot Ziebarth (SPD, 2008 bis 2014)
- Nadine Kieprowski (September 2014 bis April 2019)[11]
- Marco Scafaro (Juni 2019 bis 2024)[12]
- Margot Ziebarth (seit Juli 2024)[13]

## Kultur und Sehenswürdigkeiten

### Bau- und Bodendenkmale
→ Siehe Liste der Baudenkmale in Zerpenschleuse

### Kirche

#### Vor- und Baugeschichte, Kurzbeschreibung

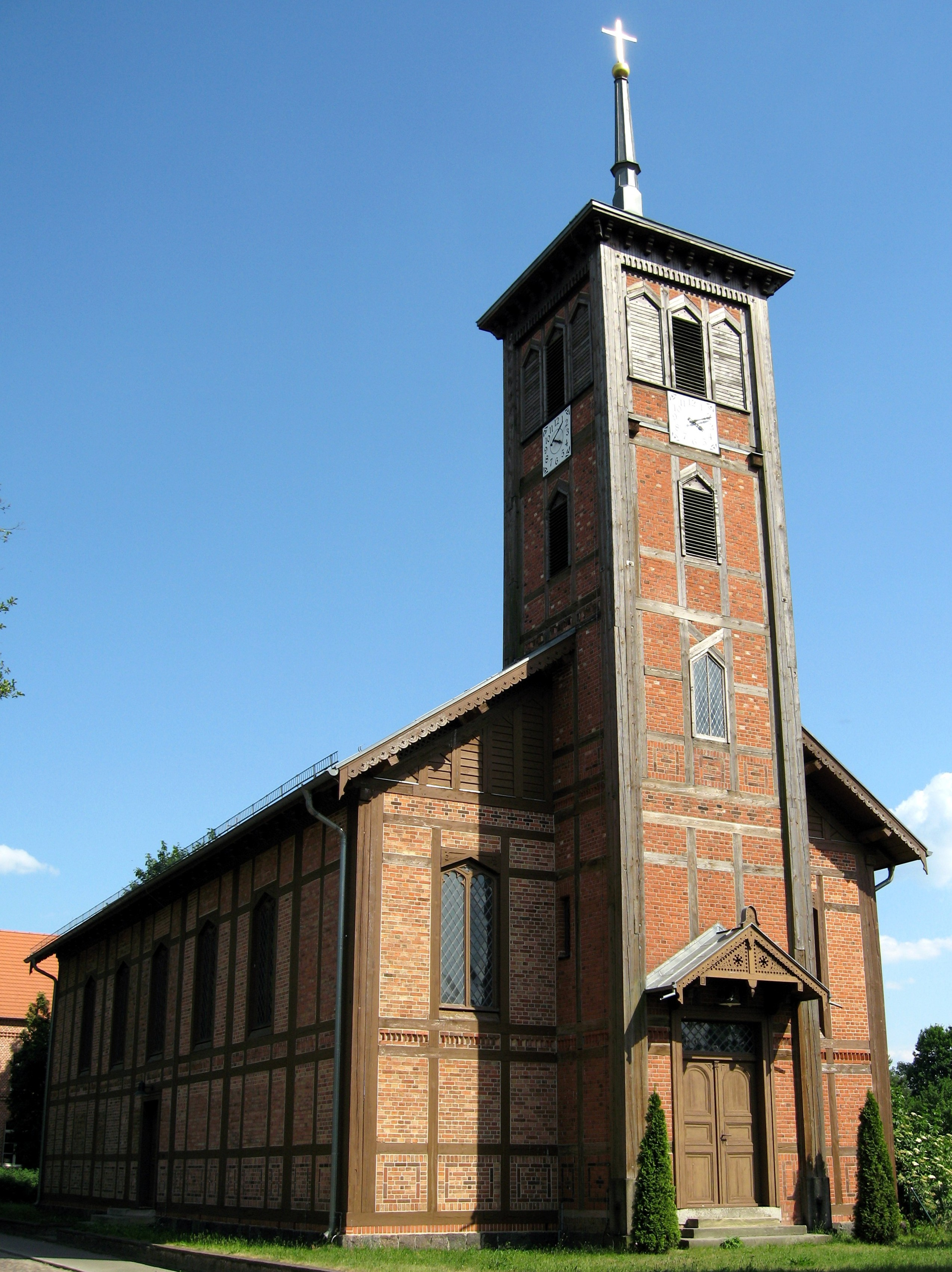
Evangelische Dorfkirche aus dem 19. Jahrhundert

Die einzige Kirche des Ortes wurde als Ziegelfachwerkbau 1844/45 errichtet und am 24. Dezember 1848 mit einem Gottesdienst eingeweiht. Sie ersetzte einen Vorgängerbau, ebenfalls in Fachwerk-Bauweise, der 20 Meter östlich der heutigen Kirche stand und bei einem Brand im Jahr 1832 zerstört worden war. Die Bauwerksreste kamen 1846 zur Versteigerung.
Die neue Kirche mit rechteckigem Grundriss steht am Friedenplatz 5, mit der Längsseite parallel zum Langen Trödel, südlich des alten Kanals. Der Kirchturm befindet sich an der Ostseite. Die Kirche gehört zum evangelischen Kirchensprengel Groß-Schönebeck.

#### Innenausstattung
Die ziemlich einheitlich gehaltene Innenausstattung des Kirchengebäudes stammt im Wesentlichen aus der zweiten Bauzeit, als Zerpenschleuse überwiegend von Handwerkern und Schiffern bewohnt war. Besonders erwähnenswert ist das Altarbild mit der Darstellung der Geburt Christi, Kopie eines Gemäldes eines flämischen Meisters aus dem 17. Jahrhundert. Außerdem hing im Hauptschiff ein wenig beachtetes Gemälde, das bei Renovierungsarbeiten an dem Gotteshaus Anfang der 2000er-Jahre abgenommen worden war. In den Archivalien fand sich ein Hinweis, dass dieses Bild eine Dauerleihgabe des Berliner Bodemuseums ist, dem es während der Umbauarbeiten zurückgegeben wurde. Die dortigen Kunstexperten fanden heraus, dass das Bild Die Anbetung der drei Heiligen Könige höchstwahrscheinlich aus der Malschule des Peter Paul Rubens stammt und damit etwa 400 Jahre alt ist. Das Museum ließ von der Zerpenschleuser Restauratorin Corinna Bensemann eine modern adaptierte Kopie herstellen, die nun seit Beginn des Jahres 2008 in der Dorfkirche hängt. Das Original verblieb im Bode-Museum.
Die 1845 gegossenen Glocken wurden während des Ersten Weltkriegs zur Metallgewinnung eingeschmolzen.
Erhaltungsarbeiten fanden bis auf die Reparatur der Kirchturmuhr 1957 in der DDR-Zeit nicht statt.

#### Sanierung 1992–2008
Erst ab 1992, nach der deutschen Wiedervereinigung, erfolgte eine aufwändige Rekonstruktion und Hüllensanierung des Kirchenbaus mit starker Anlehnung an den ursprünglichen Zustand. Die Orgel wurde ebenfalls überarbeitet und ist spielbar. Darüber hinaus komplettiert seit Anfang des 20. Jahrhunderts ein Harmonium die Ausstattung.

### Hof der kleinen Tiere
Am Rand von Zerpenschleuse gibt es eine besondere Sehenswürdigkeit – eine Art Tiergarten mit besonders kleinen Tieren. Ein privater Landwirtschaftsbetrieb hält und züchtet seltene und kleinwüchsige Tiere. Dazu gehören beispielsweise Dexter-Rinder, Ouessantschafe (Bretonische Zwergschafe, die die kleinste Schafrasse der Welt sein soll), Minischweine, Zwergziegen und Zwerghühner. Nach vorheriger Anmeldung führen die Tierzüchter auch gern Besucher durch ihre Anlage, die insgesamt 50 Hektar umfasst.

### Veranstaltungen (Auswahl)
Im September 2008 wurde auf dem Langen Trödel erstmals ein Drachenbootrennen ausgetragen, an dem sich 15 Mannschaften beteiligten. In den folgenden Jahren fanden diese Wettrennen wiederholt statt, für das Jahr 2019 war es auf den 7. September angesetzt. In den folgenden zwei Jahren fiel das Rennen coronabedingt aus. Die Sportgemeinschaft (SG) Minerva hat für das Jahr 2022 zum nunmehr 22. Drachenbootrennen eingeladen (3. September).
Hinzu kommt ein jährliches Osterfeuer, wofür der kommunale Rotteplatz genutzt wird.
Im Sommer 2022 wird ein jährliches Backfest vorbereitet, zu dessen Grundlage der Bau eines großen freistehenden holzbetriebenen Backofens geplant wird. Die Einwohner und Interessenten sind zu Spenden und Eigenleistungen aufgerufen.

### Sport
Im Jahr 1924 wurde der Zerpenschleuser Fußballverein Minerva gegründet, zwei Männermannschaften und eine Jugendmannschaft konnten aufgestellt werden. Nach dem Zweiten Weltkrieg waren jegliche Vereine verboten, sodass der Sportverein Minerva 1951 neu eingetragen wurde. Wegen Mangel an Beteiligung erfolgten zwischen 1962 und 1980 keine Aktivitäten, dann begann mit Fußball und Tischtennis ein neues Vereinsleben unter dem historischen Namen. Schließlich blieb der Sportverein auch im neuen Deutschland bestehen, mit viel Eigeninitiative konnte 2004 neben dem bestehenden Sportplatz eine eigene Sporthalle errichtet werden. Die sportlichen Aktivitäten umfassen Fußball, Kung-Fu, Freizeit- und Seniorensport sowie Frauengymnastik.

## Wirtschaft und Infrastruktur

### Kinderbetreuung
In dem Ortsteil existiert die Kindertagesstätte Eichhörnchen, deren marodes Gebäude per Gemeindebeschluss von 2009 durch einen Neubau zu ersetzen war. Am 30. Juni 2011 konnte das neue Gebäude eingeweiht werden. Es besteht aus einem zentralen rund 50 m² großen Mehrzweckraum mit um ihn herum angeordneten vier Gruppenräumen. Außerdem gibt es eine Sauna, ein Wassertretbecken, einen Kräutergarten, eine Holzwerkstatt sowie eine Kinderküche. Die Einrichtung, welche in Trägerschaft des Arbeiter-Samariter-Bundes Regionalverband Barnim e. V. ist, hat eine Kapazität von 62 Kindern. Die Besonderheit der Kita ist das Gesundheitskonzept nach Sebastian Kneipp. Seit dem 26. September 2006 ist die Kindertagesstätte eine vom Kneippbund e. V. anerkannte Kindertageseinrichtung und integriert somit die 5 Säulen (Lebensordnung, Wasser/ natürliche Reize, Heilpflanzen/ Kräuter, Bewegung und Gesunde Ernährung) der Kneippschen Lehre in ihren Alltag.

### Verkehr
Durch das östliche Ortsgebiet von Zerpenschleuse verläuft die Regionalbahnstrecke RB 27 (Heidekrautbahn) der Niederbarnimer Eisenbahn (NEB) in Nord-Süd-Richtung von Groß Schönebeck nach Berlin-Karow. Der Haltepunkt Ruhlsdorf-Zerpenschleuse der Linie befindet sich allerdings schon auf dem Gebiet des Ortes Ruhlsdorf, der heute zur Nachbargemeinde Marienwerder gehört.
Von Ost nach West verlaufen zwei Kanäle durch den Ort, der Oder-Havel-Kanal und der Lange Trödel als Rest des älteren Finowkanals.
Die Bundesstraße 167 von Eberswalde nach Liebenwalde durchquert das Ortsgebiet und trifft hier auf die B 109 aus Berlin, die sich in Richtung Prenzlau als Landesstraße L 100 fortsetzt.

## Persönlichkeiten
- Adolf Röper (1894–1979), Schiffseigner in Zerpenschleuse[21]
- Richard Fratz († 20. Jh.), Zerpenschleuser Bürger und Stifter des Trauerhallenanbaus auf dem neuen Friedhof[21]
- Peter Tischbein († 20. Jh.), praktischer Arzt und Initiator der ersten öffentlichen Badestelle in Zerpenschleuse[21]
- Heinz Knappe (1924–1997), Schriftsteller, in Zerpenschleuse geboren
- Michael Schweighöfer (* 1952), Schauspieler, lebt in Zerpenschleuse
- Jürgen Polzehl (* 1953), Kommunalpolitiker (SPD), in Zerpenschleuse geboren